# Чинкуэда

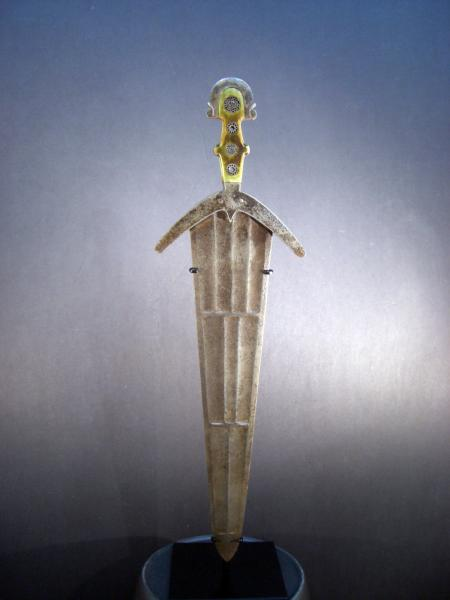
Чинкуэда

Чинкуэда (от итал. cinquedea — «пять пальцев») может быть отнесён как к мечам, так и к кинжалам. Он представляет собой оружие с коротким клинком треугольной формы. Был распространён в северной Италии в период с 1450 по 1550 гг. Использовался горожанами как длинный нож для самообороны. Он был удобен при ношении и в схватке на близкой дистанции. Появившись во Флоренции и Венеции, он быстро распространился по всей Италии, Франции и Бургундии, а затем полюбился жителям немецких городов, где его ещё называли «воловий язык».
Чинкуэда имеет несколько характерных особенностей, которые выделяли его среди остального клинкового оружия. Его клинок, имеющий широкое основание (откуда и происходит его название «пять пальцев»), резко сужается к острию. Ещё одной характерной особенностью является его большой вес. Клинок часто имел несколько долов. Гарда его была изогнута к острию.

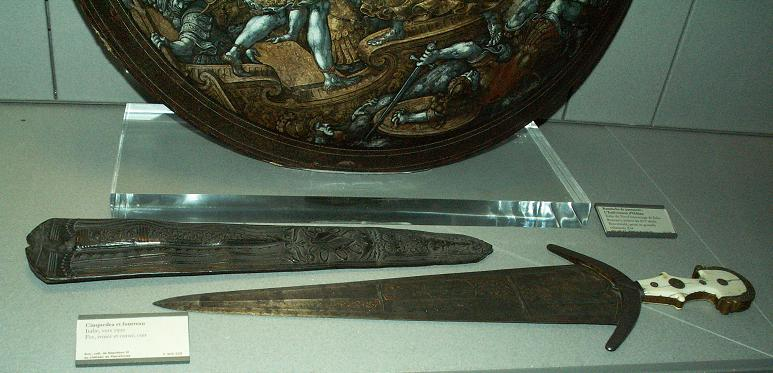
Чинкуэда XV века в музее Лувр

Рукоять делалась из дерева или из кости с выемками для пальцев. Перекрестье было опущено вниз под острым углом. Помимо простых горожан это оружие носили и знатные дворяне, и в этом случае клинок украшался гравировкой и позолотой, а рукоять — инкрустацией. Основным местом производства чинкуед был город Верона во Флоренции. Длина клинка достигала 35—40 см, а общая длина меча — 50—55 см. Окончательно вышли из употребления во второй половине XVI в. в связи с широким распространением среди дворян шпаг, а среди простонародья — кинжалов.
Носился чинкуэда в горизонтальном положении за спиной.

## Чинкуэда в литературе
- В романе «Путь меча» наделённый разумом кинжал чинкуэда по прозвищу Змея Шэн был одним из героев.
- В цикле «Франсуа Вийон» польского писателя Яцека Комуды главный герой постоянно использует это оружие.
- В цикле «Чужак» Игоря Дравина чинкуэды — основное оружие клана Рыси.

## Чинкуэда в компьютерных играх
- В играх Assassin’s Creed II и Assassin’s Creed: Brotherhood представлены две версии чинкуэд. Кроме того, в игре Assassin’s Creed Unity чинкуэда является одним из лучших видов клинкового оружия.
- В компьютерной игре Diablo II присутствует уникальная чинкуэда Blackbog’s sharp, подходящая для некроманта со специализацией на умениях яда.
- В компьютерной игре Elden Ring присутствует чинкуэда высокопоставленных жрецов из Фарум-Азулы, которая усиливает звериные молитвы.